# Grete Havnesköld
Grete Sofia Havnesköld, född 10 mars 1986 i Södertälje församling, Stockholms län, är en svensk skådespelare och krönikör.

## Biografi
Havnesköld slog igenom som femåring i filmen Lotta på Bråkmakargatan, där hon spelade titelrollen. Som ung var hon mer intresserad av hästar än film och teater. Med tiden har kulturintresset ökat och hästarna blivit en hobby. Efter att 2005 ha gått ut från teater/scenkonstprogrammet på Wendela Hebbegymnasiet i Södertälje gick hon 2007 på Stockholms Elementära Teaterskola. Hon har även studerat till statsvetare i genus och politik i Stockholm. Havnesköld har efter det arbetat med jämställdhetssamordning och jämställdhetsintegrering samt budget- och myndighetsstyrning på Socialdepartementet.
Hennes föräldrar är skilda och lever i nya förhållanden. Det gav henne inspiration till den feministiska monologen Kärnfall som hon spelade på Oktoberteatern i Södertälje 6 november–10 december 2008. I februari 2009 spelade hon pojken i Om ljuset på Pygméteatern i Stockholm. Den skrevs 2005 av Lars Norén. Hon spelade med Niklas Grönberg, som hon spelade mot i Frostbiten och kortfilmen Att återvända. Hon spelade även en biroll i Teresa Fabiks film Prinsessa som hade premiär 2009. Den 5 oktober 2008 kunde man se Havnesköld som tävlande i TV-programmet Hål i väggen på TV6 tillsammans med Nour El Refai och Cecilia Forss.
År 2013 blev hon krönikör i Länstidningen Södertälje. Hon är projektledare för ensemblen Livet Bitch, som hjälper flickor och unga kvinnor inom kulturlivet.
Havnesköld har tre barn.

## Filmografi
- 1992 – Lotta på Bråkmakargatan
- 1993 – Lotta flyttar hemifrån
- 1997 – Selma & Johanna – en roadmovie
- 2006 – Frostbiten
- 2009 – Att återvända (kortfilm)
- 2009 – Prinsessa
- 2010 – Wallander – Dödsängeln
- 2019 – Dirigenten (TV-serie)